# يوسف أبو العدوس
يوسف مسلّم عبد القادر أبو العدوس (1956-) أكاديمي أردني ولد في الخليل. يشغل حاليًا منصب رئيس جامعة جرش. عمل سابقا كأستاذ لغة عربية في جامعة اليرموك وشغل نائب رئيس الجامعة لشؤون الجودة والمراكز. حاصل على «جائزة سعود البابطين للابداع الشعري» في مجال النقد الأدبي لعام 2014م و«جائزة عبد الحميد شومان للعلماء العرب الشبان» على مستوى الوطن العربي لعام 1990م.

## سيرة
عمل أبو العدوس كمدرّس في قسم اللغة العربية في جامعة اليرموك  (1984- إلى الآن) بالإضافة إلى عدد من الجامعات العربية الأخرى، وشغل منصب رئيس قسم اللغة العربية وآدابها بجامعة اليرموك (1995-1997)، ورئيسا لجامعة الزرقاء الخاصة (2010-2013) وعميد البحث العلمي والدراسات العليا بجامعة الزرقاء (2010-2011) وعميد لكلية الآداب في جامعة اليرموك (2015-2016) والأمين العام لجمعية كليات الآداب في الجامعات أعضاء اتحاد الجامعات العربية (2015-2016).
ألّف أبو العدوس أكثر من 55 كتابًا وبحثًا ومادة علمية. وقد أشرف على أكثر من 40 رسالة دكتوراه وماجستير وشارك في مناقشة أكثر من 100 رسالة.

## المؤهلات العلمية
- دكتوراة من جامعة مانشستر بريطانيا (1984م)، تخصص البلاغة والنقد الأدبي.
- ماجستير من الجامعة الأردنية المرتبة الأولى (1979 م)، تخصص«أدب ونقد أندلسي».
- بكالوريوس من الجامعة الأردنية المرتبة الأولى (1977م)، لغة عربية.
- التوجيهي: المرتبة الخامسه على مستوى المملكة الأردنية الهاشمية (1971م)، بمعدل (91.2).

## الخبرات العملية / التدرج الوظيفي
1-وزارة التربية والتعليم، الأردن (1978-1979).
2- التدريس في كلية المعلمين –الزرقاء –الأردن (1979-1980).
3- مدرس في قسم اللغة العربية وآدابها – جامعة اليرموك.
4- أستاذ مساعد/ مشارك في قسم اللغة العربية وآدابها بجامعة اليرموك 1984-1990 .
5- أستاذ مشارك في كلية  المعلمين بنزوى –سلطنة عٌمان 1991-1993 .
6- رئيس قسم اللغة العربية وآدابها بجامعة اليرموك 1/9/1995-1/9/1997.
7- قام بتأسيس برنامج اللغويات التطبيقية لمستوى الدكتوراه عندما كان رئيس لقسم اللغة وآدابها بجامعة اليرموك، حيث قام بتدريس عدد من المواد في هذا البرنامج، وأشرف على معظم طلبته.
8- أستاذ في قسم اللغة العربية في جامعة اليرموك 1998-2007 .
9- أستاذ في جامعة الملك فيصل /المملكة العربية السعودية. (إجازة تفرغ علمي) 1999-2000 .
10- أستاذ في قسم اللغة العربية في جامعة قطر 2007-2010 .
11- رئيس جامعة الزرقاء 15/8/2010-15/8/2013 .
12- عميد البحث العلمي والدراسات العليا بجامعة الزرقاء 1/9/2010-1/9/2011.
13-أستاذ في قسماللغة العربية بجامعة اليرموك 16/8/2013-12/9/2015 .
14- عميد كلية الآداب، جامعة اليرموك 13/9/2015-21/8/2016 .
15- الأمين العام لجمعية كليات الآداب في الجامعات أعضاء اتحاد الجامعات العربية 13/9/2015-21/8/2016 .
16- نائب رئيس جامعة اليرموك لشؤون الجودة والمراكز 22/8/2016- إلى الآن.

## التكريمات والجوائز
- جائزة عبد العزيز سعود البابطين للإبداع الشعري (في مجال النقد الأدبي الحديث) 2014 م.[1]
- جائزة عبد الحميد شومان للعلماء العرب الشبان لعام 1991م، في حقل العلوم الإنسانية التي تجري على مستوى الوطن العربي.
- جائزة من الملك الحسين ابن طلال بمناسبة حصوله على المرتبة الأولى في مرحلة الماجستير.
- جائزة من الملك الحسين ابن طلال بمناسبة حصوله على المرتبة الأولى في مرحلة البكالوريوس.
- جائزة من الأميرة عالية بنت الحسين بمناسبة حصوله على المرتبة الخامسة من طلبة المملكة في امتحان التوجيهي
- شهادة تقديرية من وزيرة الثقافة السورية بمناسبة الندوة الدولية من الشام إلى الأندلس التي عقدت في دمشق في 28/4/1986 م.
- شهادة تقدير وجائزة من الهيئة العامة للرياضة والأنشطة الشبابية (سلطنة عُمان) 1992 م.
- جائزة من مركز أطلس العالمي للدراسات والأبحاث (في مجال الترجمة)، 19/5/2001م.
- شهادة شكر وتقدير من اللجنة المنظمة لاحتفالات اليوم الوطني للمشاركه ببحث في ندوة المجتمع: التحديث والمحافظة على التقاليد، الدوحة، 16/12/2009م.